# Dicranopteris splendida
Dicranopteris splendida là một loài dương xỉ trong họ Gleicheniaceae. Loài này được Hand.-Mazz. Ching mô tả khoa học đầu tiên năm 1940.